# Чонджо (ван Чосона)
Чонджо́ (кор. 정조, 正祖, Jeongjo) — 22-й ван корейского государства Чосон, правивший с 27 апреля 1776 по 18 августа 1800 года. Имя — Сан (кор. 산, 祘, San). Второе имя — Хянун.
Посмертные титулы — Чанхё-тэван, Сон-хвандже.
Он сделал ряд шагов к улучшению корейского государства, за что расценивается корейцами как один из самых успешных его правителей, наряду с царём Седжоном.

## Жизнеописание

### Ранние годы
Чонджо был сыном наследного принца Садо, наследника своего отца, вана Ёнджо. Его мать, госпожа Хегён, известна как автор автобиографических мемуаров — неоценимого источника информации о политической жизни Кореи во времена господства трёх корейских королей: Ёнджо, Чонджо и Сунджо.
Когда Чонджо был ещё очень молод, его дед — ван Ёнджо, подстрекаемый некоторыми политическими деятелями, противниками наследного принца Садо, принял решение о казни сына. Тот был заморен голодом. Так право престолонаследия перешло к Чонджо как старшему сыну принца Садо.
Будучи наследным принцем, Чонджо сблизился с Хон Кугёном, противоречивым корейским политическим деятелем. Кугён помогал наследнику трона оправиться после гибели отца, а также морально готовил его к вступлению на престол. Однако постепенно их взаимоотношения испортились и окончились ссылкой Кугёна, который, по мнению принца, был слишком властолюбив.

### Возрождение

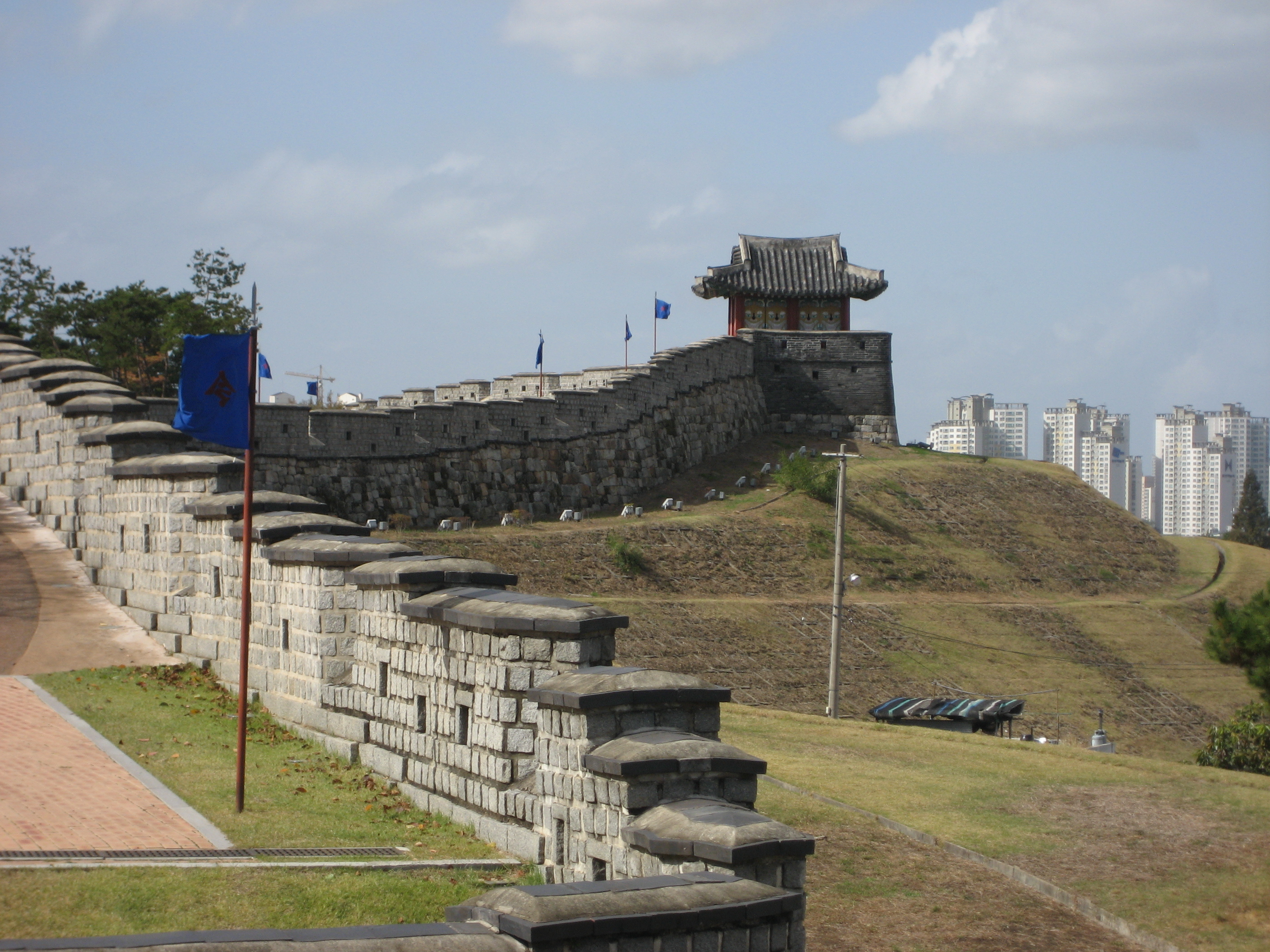
Современный вид на Крепость Хвасон

Эпоху Чонджо считают «возрождением Чосона». По его инициативе были проведены различные реформы. В столице была организована королевская библиотека. Ван Чонджо стремился к повышению престижа династии в глазах народа, чему, по его мнению, способствовала замена старых консервативных политиков на новых, более либеральных и талантливых. Помимо того, Чонджо поддерживал научных и культурных деятелей королевства, что способствовало улучшению их отношения к королевской власти. В 1785 году была предпринята безуспешная попытка централизованного выпуска монет. В том же году Чонджо издал указ о переиздании кодекса законов, переименовав его в «Общий свод Великого уложения» (Тэчжон тхонпхён).
На протяжении всего нахождения у власти Чонджо стремился оправдать и возвратить доброе имя казненному отцу. Принц Садо был похоронен в Сувоне, и его сын даже перенес суд в этот город, чтобы быть ближе к могиле отца. Вокруг могилы Чонджо возвел Крепость Хвасон. Теперь она считается объектом Всемирного наследия ЮНЕСКО.

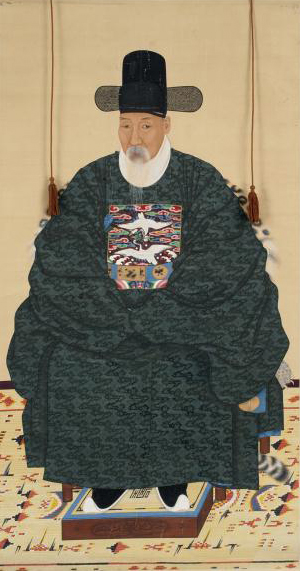

### Внешняя политика
При Чонджо Чосон имело дипломатические связи с Цинской империей. Несколько раз отправлялось посольство ко двору цинского императора. В 1795 году Чонджо поздравил императора Цяньлуна с бриллиантовым юбилеем (60-летием правления).

### Смерть
Король Чонджо умер внезапно 18 августа 1800 года по таинственной причине, которая обсуждается и по сей день. Похоронили выдающегося правителя-реформатора вместе с женой[какой?] в городе Хвасон, неподалёку от построенной им крепости. Преемником Чонджо на корейском троне стал его внебрачный сын Сунджо.

## В популярной культуре
Ван Чонджо является персонажем многих южнокорейских телесериалов и кинофильмов.
В сериале: «Ли Сан: Король Чонджо» (2007-2008) рассказывается с самого детства путь к становлению короля, борьба с его противниками, преодоление множества трудностей. Так же, в детстве Ли Сана, показали историю об его отце, наследном принце Садо и почему он потом оправдал его имя в стране, ещё немаловажно, в сериале хорошо показали о характере деда Ли Сана - короля Ёнджо. В данном сериале, максимально приблизили к историческим фактам, показав все реформы короля Чонджо.
В сериале «Скандал в Сонгюнгване» (2010 год, KBS2), одна из сюжетных линий которого состоит в поиске завещания вана Ёнджо — отца принца Садо.
Кроме того, наследный принц Чонджо является персонажем сериала «Воин Пэк Тонсу», где рассказывается о времени правления Ёнджо и казни Садо, однако показанные там события являются художественным вымыслом. Роль Чонджо сыграл Хон Чжонхён.
Ким Санджун и Пак Гунтэ сыграли Чонджо в 10-серийном телесериале «Восемь дней, восстание против Чонджо», который рассказывает о восьмидневной процессии, организованной в 1795 году, чтобы Чонджо посетил могилу своего отца в крепости Хвасон. В этой грандиозной процессии приняли участие 5661 человек и 1417 лошадей. Поскольку большая часть придворных покинула столицу вместе с монархом, в этот момент обостряется борьба между политическими фракциями. В сериале использованы отсылки к реальным историческим событиям и мемуарам, так и вымышленные элементы сюжета. («CGV TV», 2007 год).
Фильм «Гнев короля» 2014 года рассказывает о первых годах правления Чонджо. Роль Чонджо исполняют актёры Хён Бин и Гу Сынхён (Чонждо в юности).
Сериал «Рисующий ветер» рассказывает о портрете короля Чонджо и придворных художниках. В фильме «Садо» Чонджо восходит на престол.
В телесериале «Красный манжет рукава» художественно показана личная жизнь Чонджо и придворной дамы, ставшей его наложницей. Сериал снят MBC в 2021 году, роль Чонджо играют Ли Джунхо и Ли Джувон (Чонджо в юности).